# マギーズ・プラン 幸せのあとしまつ
『マギーズ・プラン 幸せのあとしまつ』（マギーズプランしあわせのあとしまつ、Maggie's Plan）は2015年にアメリカ合衆国で公開されたロマンティック・コメディ映画である。監督はレベッカ・ミラー、主演はグレタ・ガーウィグが務めた。

## ストーリー
マギー・ハーデンはアート関係の仕事に携わりつつ、大学でデザインを学んでいた。あるとき、彼女は子供が欲しいと思うようになり、旧知のガイ・チャイルダーズから精子の提供を受けた。
大学で、マギーは文化人類学者のジョン・ハーディングと知り合いになった。彼はコロンビア大学で教鞭を執るジョーゼットと結婚していたが、全てを研究に捧げる妻に嫌気がさしていた。その後、2人は大学でよく顔を合わせる関係になり、ジョンはマギーに「私は小説を書き進めているのです」という秘密を明かした。ジョンの小説を読み始めるようになったマギーは、それ以来、彼と小説の話をするようになった。
マギーがチャイルダーズの精子を注入しようとした矢先、ドアのベルが鳴った。マギーがドアを開けると、そこにはジョンが立っていた。ジョンは彼女に「君に惹かれているんだ。子供の父親になりたい」と告白した。
それから3年後、マギーとジョンは結婚し、娘のリリーとジョンの連れ子2人と共に幸せな生活を送っていた。しかし、マギーは自分の仕事を後回しにして子供3人の世話と夫のサポートに明け暮れている現状に不満を抱いていた。ある日、リリーと散歩に出かけたマギーは、チャイルダーズにばったり会った。リリーの顔を見たチャイルダーズは彼女を自分の娘だと勘違いした。リリーがジョンの娘だと知ったチャイルダーズは複雑な気分になった。
そんなある日、ジョーゼットがまだジョンを愛していると痛感したマギーは、魅力を失いつつある夫をジョーゼットに返す算段を整え始めた。

## キャスト
- グレタ・ガーウィグ - マギー・ハーデン
- イーサン・ホーク - ジョン・ハーディング
- ジュリアン・ムーア - ジョーゼット
- ビル・ヘイダー - トニー
- マーヤ・ルドルフ - フェリシア
- トラヴィス・フィメル - ガイ・チャイルダーズ
- ウォーレス・ショーン - クリーグラー
- アイダ・ロハティン - リリー
- アレックス・モーフ - アル・ベントワイズ
- ジャクソン・フレイザー - ポール
- ミーナ・サンドウォール - ジャスティン
- フレディ・ウォーカー＝ブラウン - ビヴァリー
- モンテ・グリーン - マックス

## 製作
2014年1月9日、レベッカ・ミラーの新作映画でグレタ・ガーウィグが主演を務めることになったとの報道があった。15日、ジュリアン・ムーアが本作に出演すると報じられた。5月1日、クライヴ・オーウェンが本作に出演することになったとの報道があったが、本作の劇場公開版に彼が出演したシーンはなかった。2015年2月2日、トラヴィス・フィメルの出演が決まった。3日、イーサン・ホーク、ビル・ヘイダー、マーヤ・ルドルフの出演が決まったと報じられた。23日、本作の主要撮影がニューヨークで始まった。

## 公開
2015年9月12日、本作は第40回トロント国際映画祭でプレミアを迎えた。その直後、ソニー・ピクチャーズ・クラシックスが本作の配給権を獲得したと発表した。10月4日にはニューヨーク映画祭での上映が行われた。2016年1月22日、本作はサンダンス映画祭で上映された。2月15日、本作はパノラマ部門に出品されていた第66回ベルリン国際映画祭で上映された。

## 評価
本作は批評家から好意的に評価されている。映画批評集積サイトのRotten Tomatoesには165件のレビューがあり、批評家支持率は85%、平均点は10点満点で7.1点となっている。サイト側による批評家の見解の要約は「主演のグレタ・ガーウィグによる魅力的な演技のお陰で、『マギーズ・プラン 幸せのあとしまつ』はロマコメ的な感受性に知的かつ予想を裏切る捻りを加えている。」となっている。また、Metacriticには35件のレビューがあり、加重平均値は76/100となっている。